# Cisnormativnost
Císnormatívnost je predpostavka, da so vse osebe cisspolne ali bi morale biti cisspolne, torej doživljati svojo spolno identiteto skladno s spolom, ki jim je bil pripisan ob rojstvu. Cisnormativnost je tesno povezana s heteronormativnostjo. Kombinacija obeh, imenovana hetero-cis-normativnost ali cisheteronormativnost, predstavlja družbeno prevladujoče stališče, da so ali bi morali biti biološki spol, družbeni spol in spolna usmerjenost vseh oseb skladni.
Izraz cisnormativnost se lahko nadalje nanaša na širši spekter predpostavk o pripisanem spolu, kot je predpostavka o binarnem spolu ali pričakovanja o vedenju, skladnem s spolnimi vlogami, tudi če so transspolne identitete sicer prepoznane. Cisnormativnost je oblika cisspolnosti kot ideologije, ki spodbuja različne normativne predstave o spolu, s čimer se razveljavljajo posameznikove lastne spolne identitete, podobno kot heteroseksizem ali abilizem.
Cisnormativnost se v govoru kaže že pri npr. ločevanju cisspolnih in transspolnih oseb, pri čemer cisspolne osebe veljajo za "normalne“, transspolne osebe pa za izjemo. Skladno s tem se cisnormativnost kaže na način, da se navadno o transspolnih osebah govori kot o "transspolnih osebah" ali "trans osebah" (tudi trans moški, trans ženska itd.), pri cisspolnih osebah pa se izraza "cisspolna" navadno ne uporabi, saj cisspolne osebe veljajo v družbi za normativne.
Cisnormativna zakonodaja lahko zahteva diagnozo duševne motnje ali sterilizacijo kot predpogoj za pravno priznanje spolne identitete transspolne osebe, cisnormativnost v zdravstvu pa povzroča, da imajo transspolne osebe težave pri iskanju primerne zdravstvene oskrbe, ali pa so prisiljene v uporabo spolno ločenih prostorov, v katerih se počutijo neprijetno ali pa so lahko telesno ali drugače ogrožene. Zaradi tega se nekatere transspolne osebe izogibajo zdravstveni oskrbi ali zdravnikom ne razkrijejo svoje spolne identitete.
Nebinarne osebe so družbena manjšina, ki jo cisnormativnost lahko bolj prizadane. Cisnormativnost v družbi lahko spodbuja negativen odnos do nebinarnih identitet, kot je predpostavka, da bi si morale "samo izbrati“ moškost ali ženskost pri svojem spolnem izrazu in siceršnjem udejanjanju v javnem življenju.

## Definicije
Transfeministka in biologinja Julia Serano v knjigi Whipping Girl piše, da se "[cisspolna predpostavka] pojavi, ko cisspolna oseba sprejme splošno, čeprav napačno, predpostavko, da način, kako doživlja svoj fizični in podzavestni spol [...], velja za vse druge na svetu“. Trdi, da cisspolne osebe "brez razlikovanja projicirajo“ svoje doživljanje spolne identitete na vse druge in "cisspolnost spreminjajo v človeško lastnost, ki je samoumevna“. 
 Izraz cisnormativnost je bil uporabljen v članku iz leta 2009, objavljenem v Journal of the Association of Nurses in AIDS Care (JANAC), ki cisnormativnost opredeljuje kot "pričakovanje, da so vsi ljudje cisspolni“. V članku je zapisano, da so "cisnormativne predpostavke tako razširjene, da jih je sprva težko prepoznati“ in da "cisnormativnost oblikuje družbene dejavnosti, kot so vzgoja otrok, politike in prakse posameznikov in institucij ter organizacija širšega družbenega sveta“. Cisspolne osebe, zlasti moški, ki sledijo cisnormativnim normam, so privilegirane v primerjavi z osebami, ki ne sledijo cisnormativnim normam, zlasti nebinarnimi osebami. Cisnormativnost lahko prizadene tudi cisspolne osebe, ki se ne podrejajo pripisanim spolnim vlogam.
V enciklopediji SAGE Encyclopedia of Trans Studies je navedeno, da je cisnormativnost "predpostavka, da se večina ljudi drži ali bi se morala držati norm o dodelitvi spola v njihovi družbi“. V nadaljevanju piše: "'cisnormativno‘ vedenje se razlikuje glede na spolne norme, ki veljajo v določeni družbi. V nekaterih družbah na primer ni cisnormativno, da sta spolni kategoriji samo 'ženska' in 'moški'".
Soroden pojem je cisseksizem, ki ga Erica Lennon in Brian J. Millster v članku za Transgender Studies Quarterly opredeljujeta kot "kulturno in sistemsko ideologijo, ki zanika, zaničuje ali patologizira samoidentificirane spolne identitete, ki se ne skladajo s pripisanim spolom ob rojstvu, ter posledično vedenje, izražanje in skupnost“.